# Canton de Buis-les-Baronnies
Le canton de Buis-les-Baronnies est une ancienne division administrative française située dans le département de la Drôme, en région Rhône-Alpes, dans l'arrondissement de Nyons.
À la suite du nouveau découpage territorial du département de la Drôme entré en vigueur à l'occasion des élections départementales de mars 2015, il se retrouve rattaché au canton de Nyons et Baronnies et fusionne avec les anciens cantons de Rémuzat, Nyons et Séderon.

## Composition
Il était composé des communes suivantes :
| Nom                            | Code Insee | Intercommunalité                     | Superficie (km2) | Population (dernière pop. légale) | Densité (hab./km2) |
| ------------------------------ | ---------- | ------------------------------------ | ---------------- | --------------------------------- | ------------------ |
| Buis-les-Baronnies (chef-lieu) | 26063      | CC des Baronnies en Drôme provençale | 33,74            | 2 281 (2014)                      | 68                 |
| Beauvoisin                     | 26043      | CC des Baronnies en Drôme provençale | 8,90             | 151 (2014)                        | 17                 |
| Bellecombe-Tarendol            | 26046      | CC des Baronnies en Drôme provençale | 13,48            | 91 (2014)                         | 6,8                |
| Bénivay-Ollon                  | 26048      | CC des Baronnies en Drôme provençale | 9,03             | 60 (2014)                         | 6,6                |
| Bésignan                       | 26050      | CC des Baronnies en Drôme provençale | 8,94             | 64 (2014)                         | 7,2                |
| Eygaliers                      | 26127      | CC des Baronnies en Drôme provençale | 8,00             | 101 (2014)                        | 13                 |
| La Penne-sur-l'Ouvèze          | 26229      | CC des Baronnies en Drôme provençale | 7,32             | 104 (2014)                        | 14                 |
| La Roche-sur-le-Buis           | 26278      | CC des Baronnies en Drôme provençale | 27,72            | 299 (2014)                        | 11                 |
| La Rochette-du-Buis            | 26279      | CC des Baronnies en Drôme provençale | 10,36            | 74 (2014)                         | 7,1                |
| Le Poët-en-Percip              | 26242      | CC des Baronnies en Drôme provençale | 6,07             | 18 (2014)                         | 3                  |
| Mérindol-les-Oliviers          | 26180      | CC des Baronnies en Drôme provençale | 9,23             | 216 (2014)                        | 23                 |
| Mollans-sur-Ouvèze             | 26188      | CC Vaison Ventoux                    | 19,96            | 1 057 (2014)                      | 53                 |
| Pierrelongue                   | 26236      | CC des Baronnies en Drôme provençale | 5,13             | 239 (2014)                        | 47                 |
| Plaisians                      | 26239      | CC des Baronnies en Drôme provençale | 29,64            | 191 (2014)                        | 6,4                |
| Propiac                        | 26256      | CC des Baronnies en Drôme provençale | 11,15            | 110 (2014)                        | 9,9                |
| Rioms                          | 26267      | CC des Baronnies en Drôme provençale | 9,39             | 26 (2014)                         | 2,8                |
| Rochebrune                     | 26269      | CC des Baronnies en Drôme provençale | 16,15            | 60 (2014)                         | 3,7                |
| Saint-Auban-sur-l'Ouvèze       | 26292      | CC des Baronnies en Drôme provençale | 16,55            | 217 (2014)                        | 13                 |
| Sainte-Euphémie-sur-Ouvèze     | 26303      | CC des Baronnies en Drôme provençale | 11,28            | 76 (2014)                         | 6,7                |
| Saint-Sauveur-Gouvernet        | 26329      | CC des Baronnies en Drôme provençale | 19,32            | 185 (2014)                        | 9,6                |
| Vercoiran                      | 26370      | CC des Baronnies en Drôme provençale | 19,95            | 143 (2014)                        | 7,2                |

## Représentation

### conseillers généraux de 1833 à 2015
| Période         | Période                   | Identité                             | Étiquette    | Qualité |
| --------------- | ------------------------- | ------------------------------------ | ------------ | --- |
| 1833            | 1852                      | Marcel Etienne Benjamin Verdet       |              | Négociant à Avignon Maire de Buis-les-Baronnies |
| 1852            | 1864                      | Louis Joseph François Xavier Leydier |              | Fabricant, négociant, maire de Buis-les-Baronnies (1846-1870) |
| 1864            | 1883                      | Gabriel Verdet                       | Droite       | Négociant, président du Tribunal de commerce d'Avignon |
| 1883            | 1890 (démission)          | Joseph Bonfils                       | Républicain  | Négociant, maire de Buis-les-Baronnies |
| 1890            | 1898 (démission)          | Sylvain Moyroud                      | Rad.         | Greneur-sériciculteur Maire de Buis-les-Baronnies |
| 1898            | 1905 (décès)              | Paul Louis Lamarche                  |              | Médecin, maire de Buis-les-Baronnies |
| 1905            | 1913 (décès)              | Sylvain Moyroud                      | Rad.         | Greneur-sériciculteur Maire de Buis-les-Baronnies |
| 1913            | 1925                      | Paul Geoffroy                        | Rad.         | Maire de Buis-les-Baronnies |
| 1925            | 1931                      | Léon Bertrand                        |              | Percepteur à Saint-Auban |
| 1931            | 1941 (démission d'office) | Émile Lisbonne                       | Rad.         | Avocat Sénateur (1924-1938) Ministre (1933) Révoqué par le Gouvernement de Vichy                                                                                             |
|                 |                           |                                      |              | |
| 1942            | 1945                      | Charles Roustan                      |              | Président de la délégation spéciale de Buis-les-Baronnies Nommé conseiller départemental en 1942                                                                             |
|                 |                           |                                      |              | |
| 1945            | 1951                      | Aimé Buix                            | PCF          | Libraire, maire de Buis-les-Baronnies |
| 1951            | 1955 (décès)              | Félix Reymond                        | Soc.ind.     | Instituteur à Buis-les-Baronnies |
| 5 décembre 1955 | 1976                      | René Jouve                           | SFIO puis PS | Maire de Buis-les-Baronnies |
| 1976            | 1988                      | Georges Bec                          | UDF          | Maire de Buis-les-Baronnies |
| 1988            | 1994                      | Jacques Arnaud                       | PS           | |
| 1994            | 2011 (démission)          | Michel Grégoire                      | PS           | Technicien agricole Maire de La Roche-sur-le-Buis Député (1997-2002) Conseiller régional de Rhône-Alpes Président de la communauté de communes du Pays du Buis-les-Baronnies |
| 2011            | 2015                      | Marie-Claire Cartagena               | PS           | Retraitée, adjointe au maire de Mollans-sur-Ouvèze |

### Conseillers d'arrondissement de 1833 à 1940
| Période  | Période      | Identité                                 | Étiquette | Qualité |
| -------- | ------------ | ---------------------------------------- | --------- | --- |
| 1833     | 1848         | Jean Antoine Leydier                     |           | Juge de paix au Buis                                                                                        |
| 1833     | 1839         | Jean François Verdet aîné                |           | Négociant au Buis                                                                                           |
| 1839     | 1852         | Frédéric Brochery                        |           | Notaire au Buis                                                                                             |
| 1848     | 1852         | Louis Joseph François Xavier Leydier     |           | Fabricant, négociant, maire du Buis (1846-1870)                                                             |
| 1852     | 1864         | Bruno Alexandre Léon Morenas (1809-1883) |           | Propriétaire à Mollans                                                                                      |
| 1864     | 1870         | Honoré Henri Roux (1821-1877)            |           | Maire de Mollans                                                                                            |
| 1870     | 1883         | M. Arnavon                               |           | Maire de Sainte-Jalle                                                                                       |
| 1883     | 1889         | M. Bégou                                 |           | Conseiller municipal de Plaisians                                                                           |
| 1883     | 1889         | M. Soubeyras                             |           | Conseiller municipal de Mollans                                                                             |
| 1889     | 1898         | Eugène Auguste Gaillard                  |           | Propriétaire, négociant, rentier, maire de Sainte-Jalle                                                     |
| 1889     | 1893 (décès) | M. Gras ainé                             |           | Propriétaire à Bénivay                                                                                      |
| 1893     | 1898         | M. Soubeyras                             |           | Propriétaire à Mollans                                                                                      |
| 1898     | 1919         | Flavien Barre                            |           | Adjoint au maire de Sainte-Jalle                                                                            |
| 1898     | 1910         | Henri François Richard (1864-1937)       |           | Cultivateur, moulinier, négociant, maire de Mollans                                                         |
| 1910     | 1928         | Léon Mouret                              | Radical   | Maire de Mollans                                                                                            |
| 1910     | 1919         | Isidore-Auguste Blanc                    | Radical   | Cultivateur, maire de Sainte-Jalle                                                                          |
| 1919     | 1928         | David Roux (1871-?)                      | Radical   | Cultivateur, maire de Bésignan                                                                              |
| 1928     | 1938         | Louis Maurie                             | SFIO      | Vétérinaire à Mollans                                                                                       |
| Fév.1939 | 1940         | M. Bernard                               | Radical   | |
| 1940     |              |                                          |           | Les conseils d'arrondissement ont été suspendus par la loi du 12 octobre 1940 et n'ont jamais été réactivés |

## Démographie
| 1962  | 1968  | 1975  | 1982  | 1990  | 1999  | 2006  | 2011  | 2012  |
| ----- | ----- | ----- | ----- | ----- | ----- | ----- | ----- | ----- |
| 3 935 | 3 912 | 3 943 | 4 299 | 4 665 | 5 145 | 5 587 | 5 737 | 5 727 |